# Alimentació de l'antiga Grècia

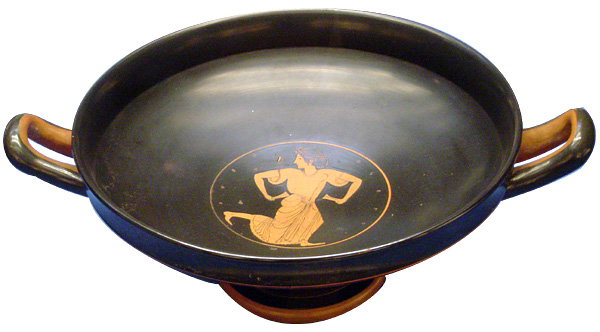
Kílix, una mena de copa del Segle V aC

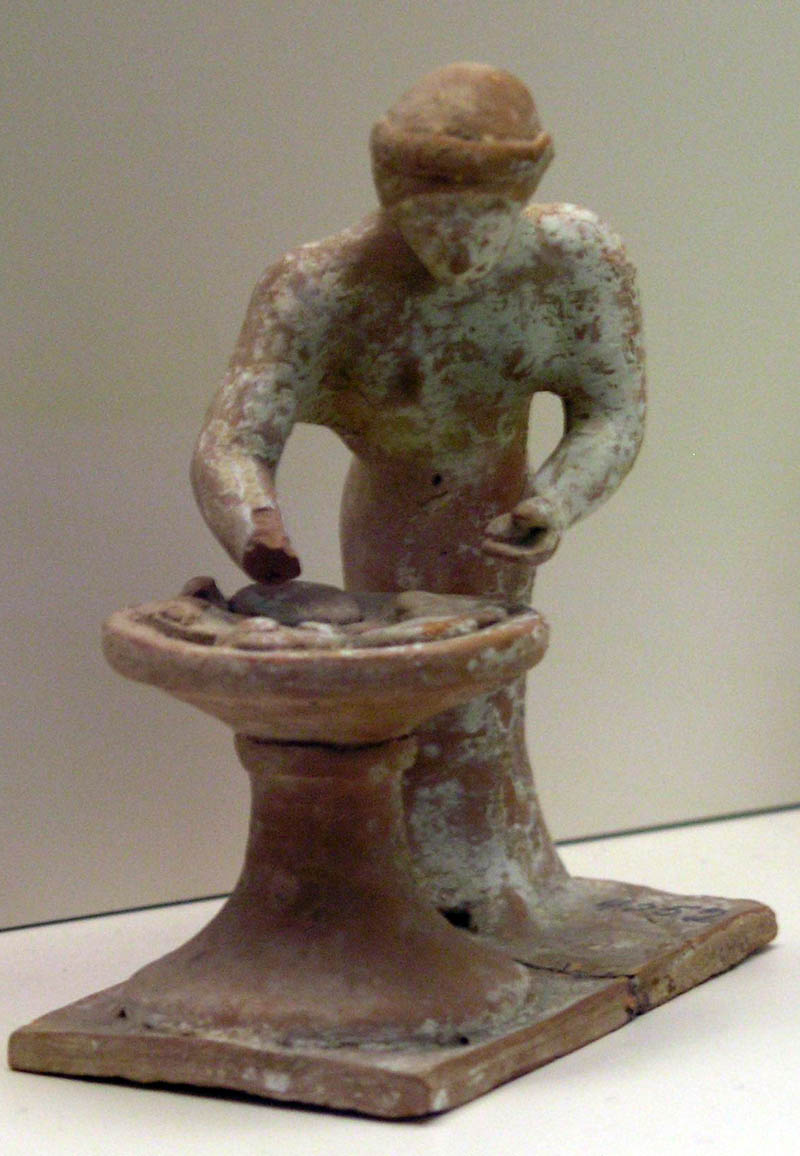
Dona amassant pa. Segle VI aC

L'alimentació a l'antiga Grècia es fonamentava en el pa de blat, el vi, l'oli d'oliva, el porc i els embotits, l'ús d'herbes aromàtiques i la cuina del peix. Menjaven asseguts en bancs d'on deriva el nom de banquet. El mateix pa podia servir de plat però amb més freqüència utilitzaven estris de terrissa o de metall. No coneixien la forquilla però si el ganivet i la cullera. Els cuiners grecs eren famosos i gaudien d'alta posició social.

## Plats

### Cereals
Els cereals (σῖτος / sĩtos) constitueixen la base de l'alimentació grega, principalment el blat. L'ordi es reservava per alimentar els animals. També s'utilitzaven el sègol i l'espelta. Del blat se'n feia sèmola, utilitzada per a ser bullida i també farina (ἀλείατα / aleíata). La farina pastada amb llevat i al forn servia per fer un pa simple o amb formatge i mel.
Els pans adoptaven diverses formes i composicions: de motlle, pa de llet (a la Capadòcia), trenes, quadriculats, pla sense llevat, pa de sègol, etc.

### Verdures, llegums i peix
Els cereals se servien sovint amb un acompanyament anomenat genèricament ὄψον / ópson, que en l'època clàssica es tractava més aviat de verdures: cols, cebes, llenties, faves (sovint en puré com li agradaven a Heracles segons Aristòfanes) i salsa de peix (garum). A la ciutat les verdures fresques eren cares i es consumien poc, per això sovint es feien servir verdures dessecades.
El peix, sinó, es menjava també en una sopa no gaire diferent del suquet de peix, o bé fregit o a la brassa. Se sap que ja disposaven d'olles i cassoles de terrissa, bastant similars a les actuals als Països Catalans.
Actualment els purés de llegums, com per exemple l'hummus, menjats amb pa encara es mengen com a entrant o acompanyament, a Grècia, Turquia i el Magrib.

### De postres, fruita
Els fruits frescs o secs es menjaven en les postres. Eren principalment la figa, la magrana, la nou, l'ametlla i l'avellana. Un grapat de figues fresques o seques feia un menjar molt nutritiu a la que si de cas s'afegia llet quallada amb suc de figues o pa. «Aliment d'atletes per excel·lència», en dirà Plató.

## Dolços
A Rodes es fabricaven galetes, a Efes, el hemiarton, la forma de mitja lluna del qual es feia en honor d'Artemisa, deessa de la lluna. Plakon era una mena de galeta de farina de civada amb l'afegit de formatge blanc i mel. Hi havia altres pastissos molt imaginatius que s'acostumaven a fer per les grans festes.

## Vi
El vi era la beguda estrella dels grecs. Ells van introduir o afavorir el cultiu del raïm a la península Ibèrica, potser a partir del comerç a Empúries amb els encara ibers, que bebien cervesa. Els ceps autòctons van ser exportats a altres territoris de la Mediterrània. Plini deia que «les vinyes laietanes (Barcelonès i Maresme) són famoses pel molt vi que donen, però les de Tarragona i les de Laura ho són per la seva finor».
El vi es prenia a la segona part dels banquets, després de menjar i mentre es conversava o es feia tertúlia. El vi a Grècia no es prenia sol, sinó aromatitzat amb herbes, espècies, amb sal -i d'altres conservants- o amb mel, de vegades rebaixat amb aigua; costum que va durar fins a l'edat mitjana. Els vins amb mel (com l'hipocràs, etc.) i alguns altres van beure's fins a l'època del Barroc i alguns vermuts actuals no són gaire diferents. A Grècia avui encara es beuen vins aromatitzats amb resina de pi, que ja es bevien a l'època clàssica.
Un derivat molt important del vi era el vinagre, ja que entre altres coses servia per a fer escabetxos, una preparació que seria encoratjada i consolidada posteriorment pels romans, com el mateix cultiu de la vinya i la producció de vi.

## Olivera
A la península Ibèrica van ser segurament els grecs els que van començar a promoure el cultiu de l'olivera, que van portar a partir d'ullastre (empelts). Pels grecs, les olives eren una guarnició i a més servien per a fer oli, un element avui dia indispensable en la cuina mediterrània. Posteriorment, els romans la considerarien un dels productes més importants (junt amb la vinya i el blat) perquè fossin cultivats d'una manera extensiva de cara al comerç.